# Pasvik naturreservat (Norge och Ryssland)
Pasvik naturreservat (ryska: Пасвик заповедник, Pasvik Zapovednik] är – förutom namn på den norska Pasvik naturreservat – också en benämning för både det norska naturreservatet och det intilliggande ryska Pasvik Zapovednik tillsammans såsom en biologisk miljö, trots att det legalt består av två skilda entiteter. Gränsen mellan Ryssland och Norge, som går i djupfåran av Pasvik älv.
Gemensamma norsk-ryska diskussioner om miljön runt Pasvik älv påbörjades 1986. Reservaten inrättades i Ryssland 1992 och i Norge 1993 som pendanger till varandra. De ingår numera i Pasvik–Enare trilaterala naturskyddsområde, som omfattar områden i Norge, Ryssland och Finland. 